# Мартин, Жерар
Жера́р Мартин Лангрео (исп. Gerard Martín Langreo; 26 февраля 2002, Эсплугес-де-Льобрегат, Испания) — испанский футболист, защитник клуба «Барселона».

## Клубная карьера
31 июля 2024 года Мартин дебютировал за основную команду «Барселоны» в товарищеском матче против «Манчестер Сити». 17 августа 2024 года Мартин сыграл первый официальный матч в составе клуба в матче чемпионата Испании против «Валенсии».

## Достижения
«Барселона»
- Чемпион Испании: 2024/25
- Обладатель Кубка Испании: 2024/25
- Обладатель Суперкубка Испании: 2025